# 腕挫手固

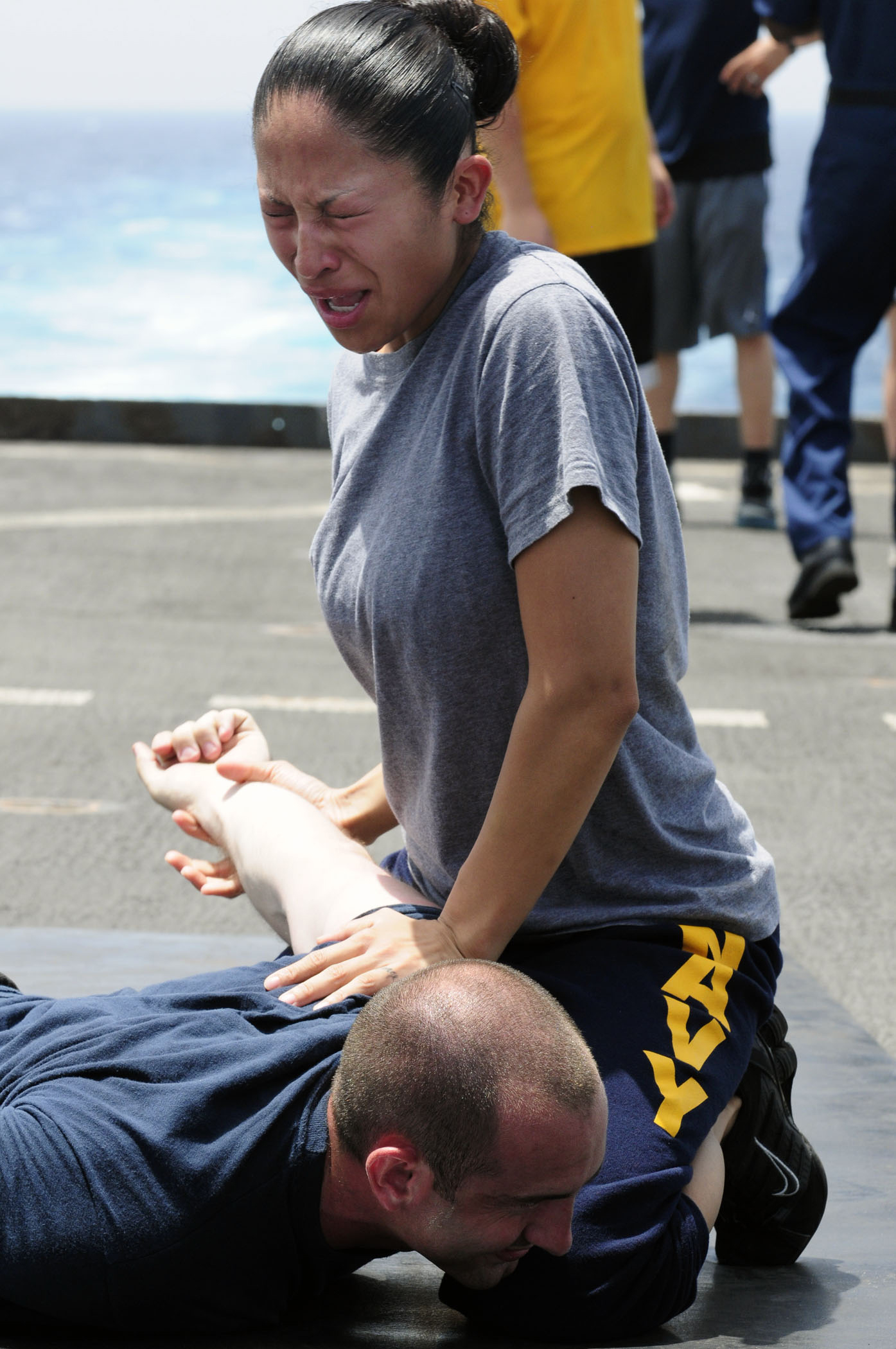
代表的な腕挫手固である腕緘変化技の実演。右手で受の左手首を持つタイプ。トウガラシスプレーを受けたのちでの実演である。

腕挫手固（うでひしぎてがため）は、柔道の関節技10本の1つである。講道館、国際柔道連盟 (IJF) での正式名。相手の手首を手で掴んで肘を極める関節技である。IJFでの別正式名は手固（てがため）、U.H. te gatame。IJF略号はTGT。

## 概要

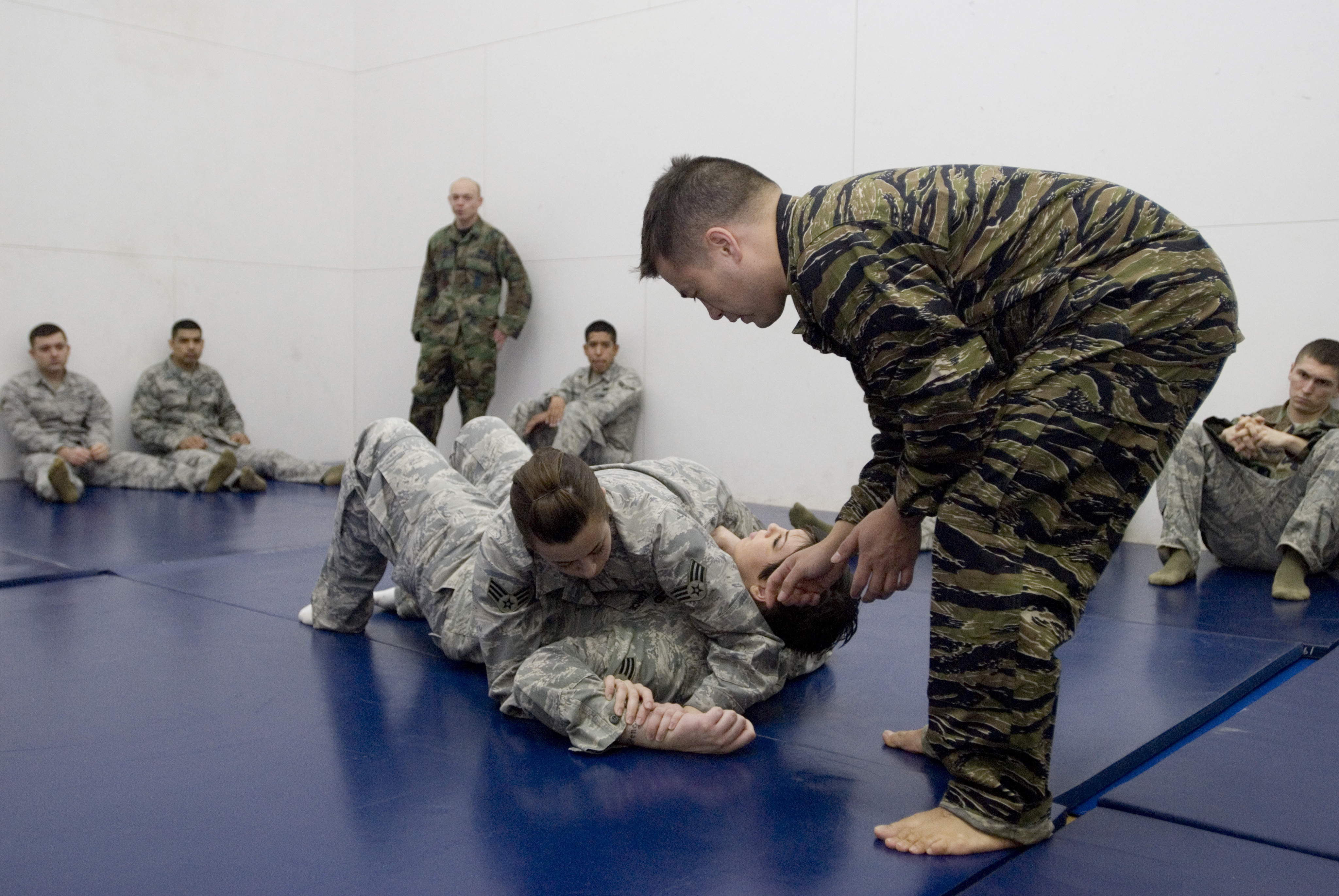
V1アームロックに似た腕挫手固

相手の手首を片手または両手で掴んで肘を極める関節技である。腕緘などは除かれる。
当記事で何点か紹介されている様に一部の腕挫手固は講道館が固め技の名称を制定した1985年以前は腕緘（うでがらみ）と呼ばれることもあった。

## バリエーション
極め方には様々なバリエーションがある。チキンウィングアームロック、V1アームロックの様な技も片手で自分のもう片方の手首を掴めば、腕緘に分類されるが、両手で相手の手首や前腕部を掴めば腕挫手固となる。
腕緘の一つであるチキンウィングアームロックへの返し技にも腕挫手固に分類される技がある。相手がチキンウィングアームロックを狙ってきた自らの腕で自らの帯を掴むなどしてふんばり、もう一方の自らの手で相手の手首を掴んで狙われた自らの腕に絡めて極める技である。一方、『高専柔道の真髄』（原書房）ではこの返し技も腕緘扱いしている。
右腕を相手の右上腕の下を通して相手の右手首を内からつかみ相手の右肘をV1アームロックのように捻る腕挫手固もある。片手のみで極める腕挫手固である。記録映画『柔道の真髄 三船十段』ではこの技の立ち姿勢でのものが「腕緘」の名称で紹介されている。相手の手首を両手で取って、頭部で肩を抑えての腕挫手固もある。
試合での実例
- グランドスラム・パリ2018男子81 kg級3回戦

×オトゴンバータル・ウーガンバータル（モンゴル） （02:57 腋固 (IJF) ） イ・スンス（韓国）○　
IJFは腋固としているが頭で相手の肩を抑えながらの両手での腕挫手固である。この試合映像が『IJFレフェリング・アンド・コーチング・セミナー2019 Day 2』 で教材となった。

### 襟捕腕挫
襟捕腕挫（えりとりうでくじき）は左腕を相手の右腋に外から差し、左手で相手の横襟をつかみ、右手で相手の右手首を掴み左腕を相手の右肘付近に当て、右手で相手の右腕を伸ばして極める腕挫手固。立ち姿勢での腕ひしぎ袖返しののち、寝姿勢で極める場合もある。書籍『決定版　講道館柔道』（講談社）には寝姿勢で仰向けの相手に対し極める襟捕腕挫が紹介されている。YouTubeKODOKANチャンネルの腕挫手固の動画ではこの腕挫手固だけが紹介されている。堀辺正史の骨法での別名は腕ひしぎ襟十字固め（うでひしぎえりじゅうじがため）。

### 片手挫
片手挫（かたてくじき）は相手の右からの袈裟固から左手で相手の右手首を掴んで、自分の脚の右大腿部に相手の右上腕部を乗せ、左手で相手の右腕を伸ばして肘関節を極める腕挫手固。崩袈裟固や後袈裟固から同様に極めてもよい。

### 腕ひしぎ袖返し
腕ひしぎ袖返し（うでひしぎそでがえし）は相手の肘関節を極めながら横分の変化技腕返をおこなう腕挫手固。2020年から柔道IJFルールでは全ての腕返が腕ひしぎ袖返しとみなされ、両者立ち姿勢での関節技という事で指導の反則となった。講道館ルールでは反則ではないが投げのスコアは得られない。

### ハンマーロック
ハンマーロック (hammerlock) は相手の手首を片手、または両手で持って相手の腕を背に回しての腕挫手固。スポーツサンボではハンマーロックは禁止技である。

#### 腕挫召捕

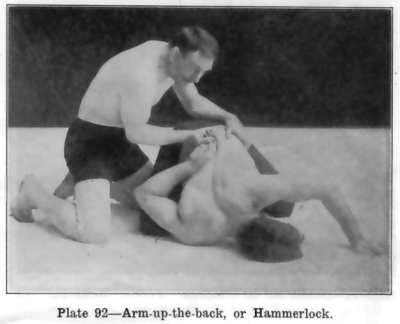
片手での腕挫召捕。

腕挫召捕（うでくじきめしとり）は相手の手首だけを片手、または両手で持っての腕挫手固。うつ伏せになった受の手首を腋下から引っ張り出す。取の前腕部（手首と肘の間）を受の上腕部（肘と肩の間）の後ろに当てながら、テコの原理を利用して受の手首を引き出すようにする。この際に、取の肘で受の肘を畳に押し付けて腕の動きを封じることでより効果的に引き出せるようになる。そこから受の手首を背部に回して肩甲骨辺りに密着させるように動かして関節を極めるハンマーロック。別名は召捕逆（めしとりぎゃく）。
受が背中を伸ばして逃れようとした場合は、受の手を固めた状態で横側に覆い被さって横四方固へ持ち込む。もしくは、取の片手か両手で受の一方の手首を握りながら、受けの腕を背部にねじり込んで関節を極める。

試合での実例
- 世界柔道選手権大会アスタナ女子63 kg級3回戦

○田代未来（日本） （02:01 腕挫手固） マリアン・ウルダバエバ（カザフスタン）× 
両手での腕挫召捕。
- 2018年12月31日、RIZIN.14 65.0 kg契約ワンマッチ5分3R

○宮田和幸 （2R3:23 アームロック） 山本アーセン ×
ガードポジションからの両手による腕挫召捕でサブミッション勝ちをおさめた。
糸通し（いととおし）という技術を併用する場合もある。ガードポジションなどから左脚を受けの背中に回し受けの左肘内側に左脚を掛ける。取りの左脚を糸に受けの曲げた左腕と背中で作られる穴を針孔に見立て糸を針孔に通すようにする。両手または片手で受けの右手首を掴み、受けの背中側に持っていき極める。左脚を掛けていた受けの左腕の手首を持って極めてもよい。

#### 腕緘変化技

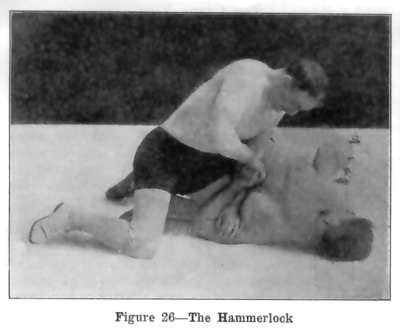
代表的な腕挫手固である腕緘変化技の実演。右手で受の右手を持つタイプ。

腕緘変化技（うでがらみへんかわざ）は片手で受の片方の手首をつかみ、もう一方の手で受の同じ側の腕の肘を押して腕を伸ばす、もしくは捻っての腕挫召捕。講道館護身術の左襟取（ひだりえりとり）と後絞（うしろじめ）で演じられている。右手で受の左手首を持つ場合もあれば、右手首を持つ場合もある。
試合での実例
- グランプリ・テルアビブ2020男子60 kg級準決勝戦

×青木大（日本） （01:35 腕挫腋固 (AJJF) 、手固 (IJF)  ） 金源鎮（韓国）○　
全柔連は腕挫腋固としているが実際は腕挫手固の腕緘変化技である。ビデオ判定ののち、金源鎮の勝利となった。

### ピローアームロック
ピローアームロック (Pillow arm lock) は片腕で相手の頭部を抱え片腕で相手の片肘を極める腕挫手固。縦四方固や袈裟固などから片腕を枕にして相手の頭部を抱え、もう一方の腕で相手の片腕に絡めながら手首を持ち、相手の頭部を持ち上げ相手の肘を極める。本袈裟固から掛ける場合は自らの側の腕で相手の肘を極め、崩袈裟固から掛ける場合は自らの側の腕で相手の頭部を抱える。別名V2アームロック（ブイツーアームロック）。

### テレフォンアームロック
テレフォンアームロック（Telephone arm Lock）も腕挫手固に包含される。縦四方固や袈裟固などから両手で相手の片手首を持ち、相手が受話器をもって電話をかけてるようにしV1アームロックのように肘を捻りながら極める。

### 脚固
脚固（あしがため）は四つんばいの受の左腕に外を向きながら跨ぎ左膝を床につき、右腿裏を受の左上腕にあて、両手で受の左手首を掴み持ち上げ受の左腕を伸ばし肘を極める腕挫手固。IJFの脚固とは異なる技である。

### 上膝固
上膝固（かみひざがため）は縦四方固から右手で受の左手首を取り、右膝を受の左腕の下にもぐらせ右膝を立てて、左手で受の左肩を抑え、右手で受の左腕を伸ばして右膝を受の左上腕にあて受の左肘を極める。

### 横膝固
横膝固（よこひざがため）は仰向けの受の右から右手で受の右手首を取り左手で受の右肩を抑え、右膝を受の右腋の下に割入れ、右腿を受の肘付近に当て右手で受の右腕を伸ばして受の右肘を極める。

### ブリッジング・フジワラ・アームバー

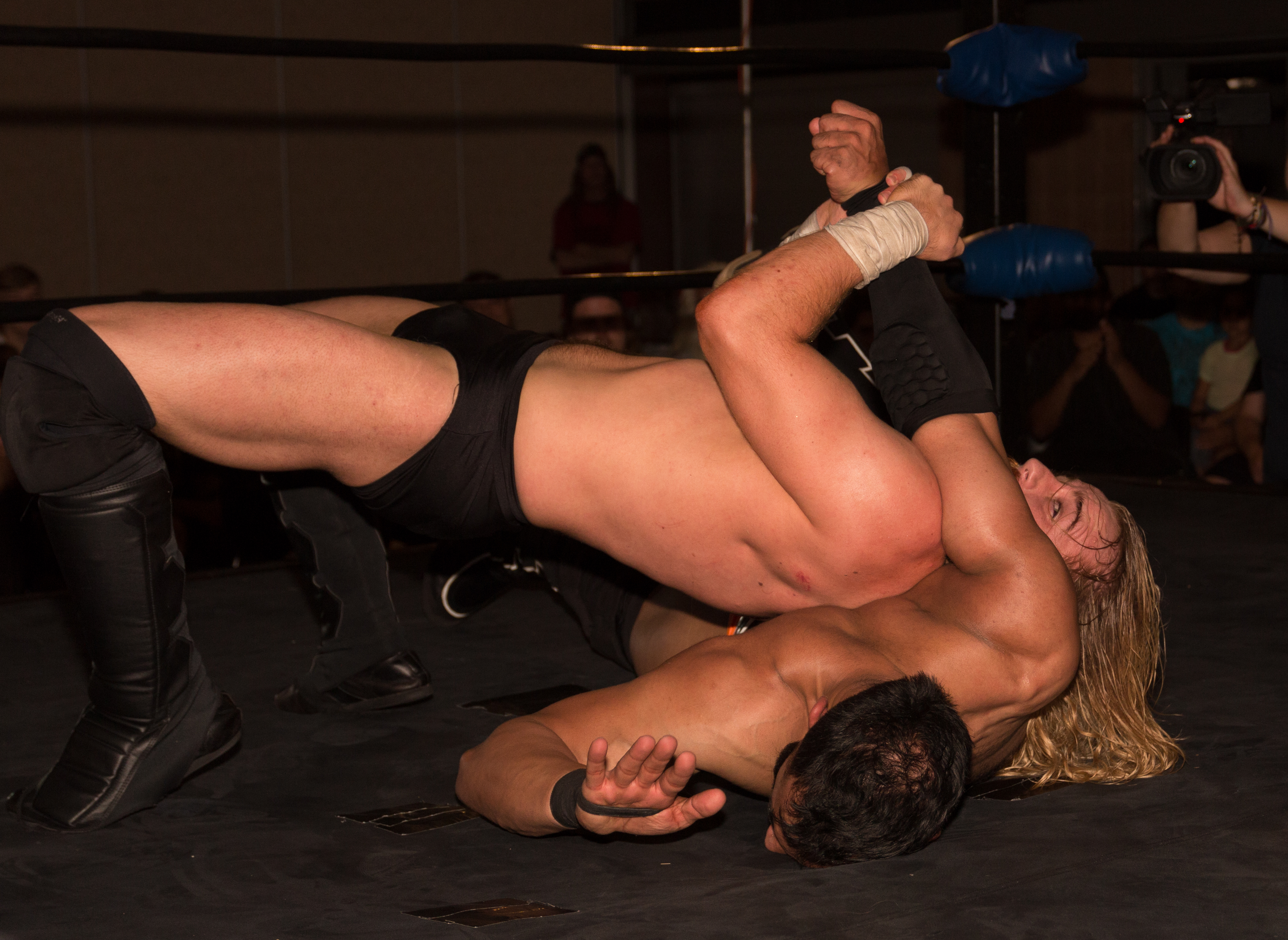
タリックの肩を肩甲骨当たりで抑えるブリッジング・フジワラ・アームバーをかけるプロレスラーのマーク・ハスキンス（上）。

ブリッジング・フジワラ・アームバーはうつ伏せの相手の左肩を肩甲骨当たりで抑え左肩で相手の左上腕部を抑えブリッジしながら両手で相手の左手首を掴んで左腕を伸ばす腕挫手固。プロレス技。相手の手首をつかんだあと相手の体を飛び越える形で前転しブリッジする。相手の形態はフジワラ・アームバー（腕挫腋固の基本形）に似ている。別名はバックオーバー。

### ショルダーアームブリーカー

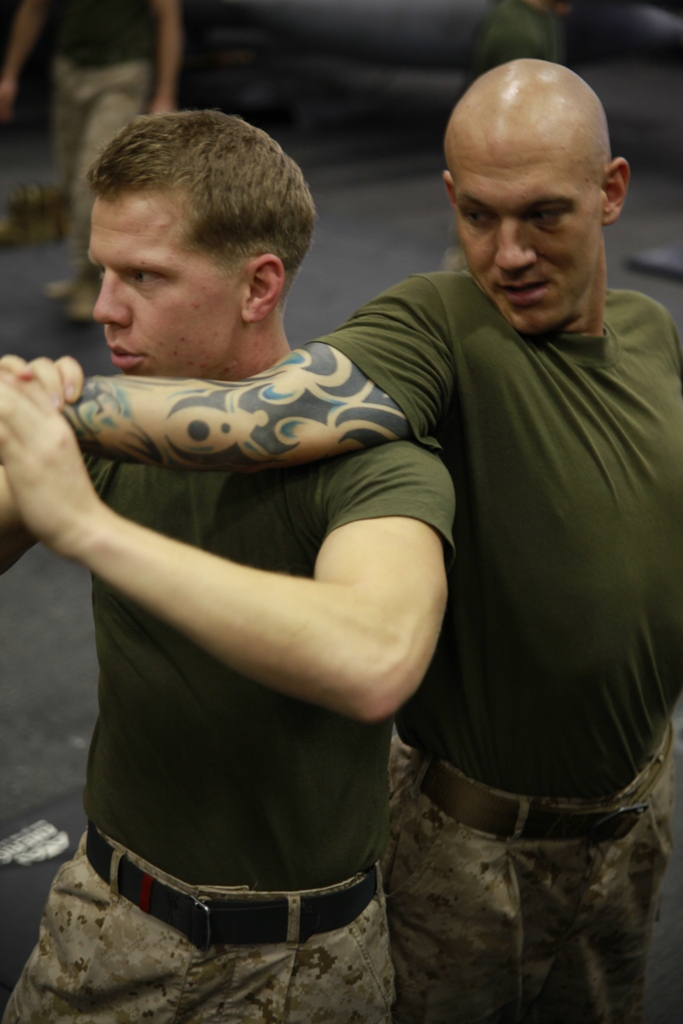
腕挫手固の一種ショルダー・アームブリーカーの実演。

相手の手首または片袖を両手または片手でつかみ、相手を背にしてその腕を伸ばし、その上腕を肩に当てて、つかんだ手を下におろして相手のその肘を極める。古流柔術の演武やプロレスでよく用いられる。逆一本背負投や袖釣込腰で投げた時に極まることがあり、柔道では危険な状態だった場合は反則負けを取られることがある。2018年からIJFルールでは両者立ち姿勢での関節技は多くが指導以上の反則になった。このケースは以前より厳しい裁きとなり反則負けを取られる機会が増えた。グレイシー柔術の映像作品『Gracie Jiu Jitsu - Street Self Defense Vol. 2』において対ナイフ技術として紹介されている。
試合での実例
- グランプリ・サムスン2015女子78 kg級準決勝戦

×薛京（北朝鮮） （00:08 反則） ナタリー・パウエル（イギリス）○
薛京は開始早々一本勝ちするも、その際にショルダー・アームブリーカーのような形で両手でパウエルの右袖を持った袖釣込腰を仕掛けたとして、畳を降りた後に失格が言い渡された。
- 2018年アジア競技大会男子超100 kg級準決勝戦

×王子谷剛志（日本） （2:09 反則） 金成民（韓国）○ 
王子谷が片手での袖釣込腰を掛けると不十分でノースコアに。ショルダー・アームブリーカーの体勢になっていた。主審はいったん「マテ」を掛けるが、金が痛がって仰向けになったところを王子谷ががっちり上四方固で抑え込んだので「そのまま」に変更。ビデオ判定により王子谷の反則負けとなった。

### 羽根折り腋固め
羽根折り腋固め（はねおりわきがため）はうつ伏せに倒れている相手の真横に腰を下ろして両脚で相手の片腕を挟み込んだ後、もう片腕を両腕で掴み取りながら極める腕挫手固。プロレス技である。 タイガーマスク（4代目）がリバース・ダブル・アームバーの名称で使用。 獣神サンダー・ライガーがオリジナル技鬼殺し（おにごろし）の名称で使用。骨法の技で、腕を絡め取る関節技。ライガーが骨法を習っていた時に使っていたが、のちに使わなくなり他の者が使い「羽根折り腋固め」と呼ばれるようになった。腋や脇腹を使用したり極めるわけではないが、受の形態が腕挫腋固の基本形に似ているため「腋固め」が名称に入っている。

### 変型羽根折り腋固め
変型羽根折り腋固め（へんけいはねおりわきがため）はうつぶせに倒れている相手の腕をオモプラッタの要領で固定して腰を下ろして空いている相手の手首を自分の両手で掴みながら自分の方へ引き寄せて肩や肘の関節を痛めつける腕挫手固。プロレス技である。ザック・セイバー・ジュニアが代表的な使い手。三角絞めの体勢から相手を引き倒して極めるなど入り方は様々あり、相手の負傷箇所によって逆サイドに腰を下ろして腕を極めることもある。腋や脇腹を使用したり極めるわけではないが、相手の形態が腕挫腋固の基本形に似ているため「腋固め」が名称に入っている。ザックが使用する以前にMIKAMIが開発していてオルフェーヴルの名称で使用。別名はジム・ブレイクス・アームバー。

### 首入腕挫
首入腕挫は両者立ち姿勢で相手の背後から相手の右腋の下に首を入れ左手で相手の左手首を取り、右手で相手の右手首を取り押し下げつつ、外側に相手の右手首を捻って右肘を極める腕挫手固。酩酊してる相手を連行するときなどに使用する。